# Stazione di Belvedere
La stazione di Belvedere era una stazione posta lungo la linea ferroviaria Cervignano-Aquileia-Pontile per Grado.
Si trova nella frazione di Belvedere del comune di Aquileia. L'edificio ospitava una biglietteria e l'abitazione del manovale e del capostazione. Successivamente alla sua dismissione, la stazione fu adibita a abitazione civile fino agli anni settanta.